# Codice ATC D01
Il codice ATC D01 "Antifungini" è un sottogruppo del sistema di classificazione Anatomico Terapeutico e Chimico, un sistema di codici alfanumerici sviluppato dall'OMS per la classificazione dei farmaci e altri prodotti medici. Il sottogruppo D01 fa parte del gruppo anatomico D, farmaci per l'apparato tegumentario.
Codici per uso veterinario (codici ATCvet) possono essere creati ponendo la lettera Q  di fronte al codice ATC umano: QD01... I codici ATCvet senza corrispondente codice ATC umano sono riportati nella lista seguente con la Q iniziale.
Numeri nazionali della classificazione ATC possono includere codici aggiuntivi non presenti in questa lista, che segue la versione OMS.

## D01A Antifungini per uso topico

### D01AA Antibiotici
D01AA01 Nistatina
D01AA02 Natamicina
D01AA03 Achimicina
D01AA04 Pecilocina
D01AA06 Mepartricina
D01AA07 Pirrolnitrina
D01AA08 Griseofulvina
D01AA20 Associazioni

### D01AC Derivati dell'Imidazolo e triazolo
D01AC01 Clotrimazolo
D01AC02 Miconazolo
D01AC03 Econazolo
D01AC04 Clomidazolo
D01AC05 Isoconazolo
D01AC06 Tiabendazolo
D01AC07 Tioconazolo
D01AC08 Ketoconazolo
D01AC09 Sulconazolo
D01AC10 Bifonazolo
D01AC11 Ossiconazolo
D01AC12 Fenticonazolo
D01AC13 Omoconazolo
D01AC14 Sertaconazolo
D01AC15 Fluconazolo
D01AC16 Flutrimazolo
D01AC17 Eberconazolo
D01AC20 Associazioni
D01AC52 Miconazolo, Associazioni
D01AC60 Bifonazolo, Associazioni
QD01AC90 Enilconazolo

### D01AE Altri antifungini per uso topico
D01AE01 Bromoclorosalicilanilide
D01AE02 Metilrosanilinio
D01AE03 Tribromometacresolo
D01AE04 Acido undecilenico
D01AE05 Polinoxilina
D01AE06 2-(4-clorofenossi)-etanolo
D01AE07 Clorfenesina
D01AE08 Ticlatone
D01AE09 Sulbentina
D01AE10 Etilparabene
D01AE11 Aloprogin
D01AE12 Acido salicilico
D01AE13 Disolfuro di selenio
D01AE14 Ciclopirox
D01AE15 Terbinafina
D01AE16 Amorolfina
D01AE17 Dimazolo
D01AE18 Tolnaftato
D01AE19 Tolciclato
D01AE20 Associazioni
D01AE21 Flucitosina
D01AE22 Naftifina
D01AE23 Butenafina
D01AE54 Acido undecilenico, associazioni
QD01AE91 Bronopol
QD01AE92 Acido Bensuldazico

## D01B Antifungi per uso sistemico

### D01BA Antifungi per uso sistemico
D01BA01 Griseofulvina
D01BA02 Terbinafina